# Epidendrum rigidum
Epidendrum rigidum är en orkidéart som beskrevs av Nikolaus Joseph von Jacquin. Epidendrum rigidum ingår i släktet Epidendrum och familjen orkidéer. Inga underarter finns listade i Catalogue of Life.